# Terminal de Autobuses de Cuatro Caminos
La Terminal de Autobuses de Cuatro Caminos es la principal estación de autobuses del municipio de Múgica y es un gran centro de conexiones para varias líneas de autobuses, ya que se encuentra ubicada en las rutas Morelia-Lázaro Cárdenas y Morelia-Apatzingán. En la terminal de autobuses solo operan líneas de primera clase.

## Destinos
| Líneas de Autobuses | Destinos |
| ------------------- | --- |
| ETN / Turistar      | Aeropuerto Internacional de Guadalajara, Apatzingán, Guadalajara, México Norte, México Observatorio, Morelia, Tepotzotlán, Uruapan y Zamora.                                                                            |
| La Línea / Autovías | Aeropuerto Internacional de Guadalajara, Apatzingán, Colima, Guadalajara, Ixtapa, Lázaro Cárdenas, Manzanillo, México Norte, México Observatorio, Morelia, Tecomán, Tepotzotlán, Toluca, Uruapan, Zamora y Zihuatanejo. |
| Parhíkuni           | Apatzingán, Arteaga, Buenavista Tomatlán, Coalcomán, Ixtapa, Lázaro Cárdenas, Morelia, Tepalcatepec, Uruapan y Zihuatanejo.                                                                                             |